# Escape Room
Escape Room är en amerikansk skräckfilm från 2019. Filmen är regisserad av Adam Robitel, med manus skrivet av Bragi F. Schut och Maria Melnik.
Filmen hade premiär i Sverige den 1 februari 2019, utgiven av Sony Pictures.

## Handling
Sex främlingar får en mystisk kub som innehåller in inbjudan till ett spel kallat "Escape Room" där man ska lösa gåtor för ta sig ut ur ett rum. Det visar sig snabbt att spelet inte är på skoj, utan på blodigt allvar och tvingar alla att kämpa för sin överlevnad.

## Rollista (i urval)
- Taylor Russell – Zoey Davis
- Logan Miller – Ben Miller
- Jay Ellis – Jason Walker
- Tyler Labine – Mike Nolan
- Deborah Ann Woll – Amanda Harper
- Nik Dodani – Danny Khan
- Yorick van Wageningen – Spelmästaren WooTan Yu
- Cornelius Geaney Jr. – Universitetsprofessor
- Russell Crous – Charlie (Jasons assistent)
- Bart Fouche – Gary (Bens chef)